# Portal Tomb von Ervey (Derry)

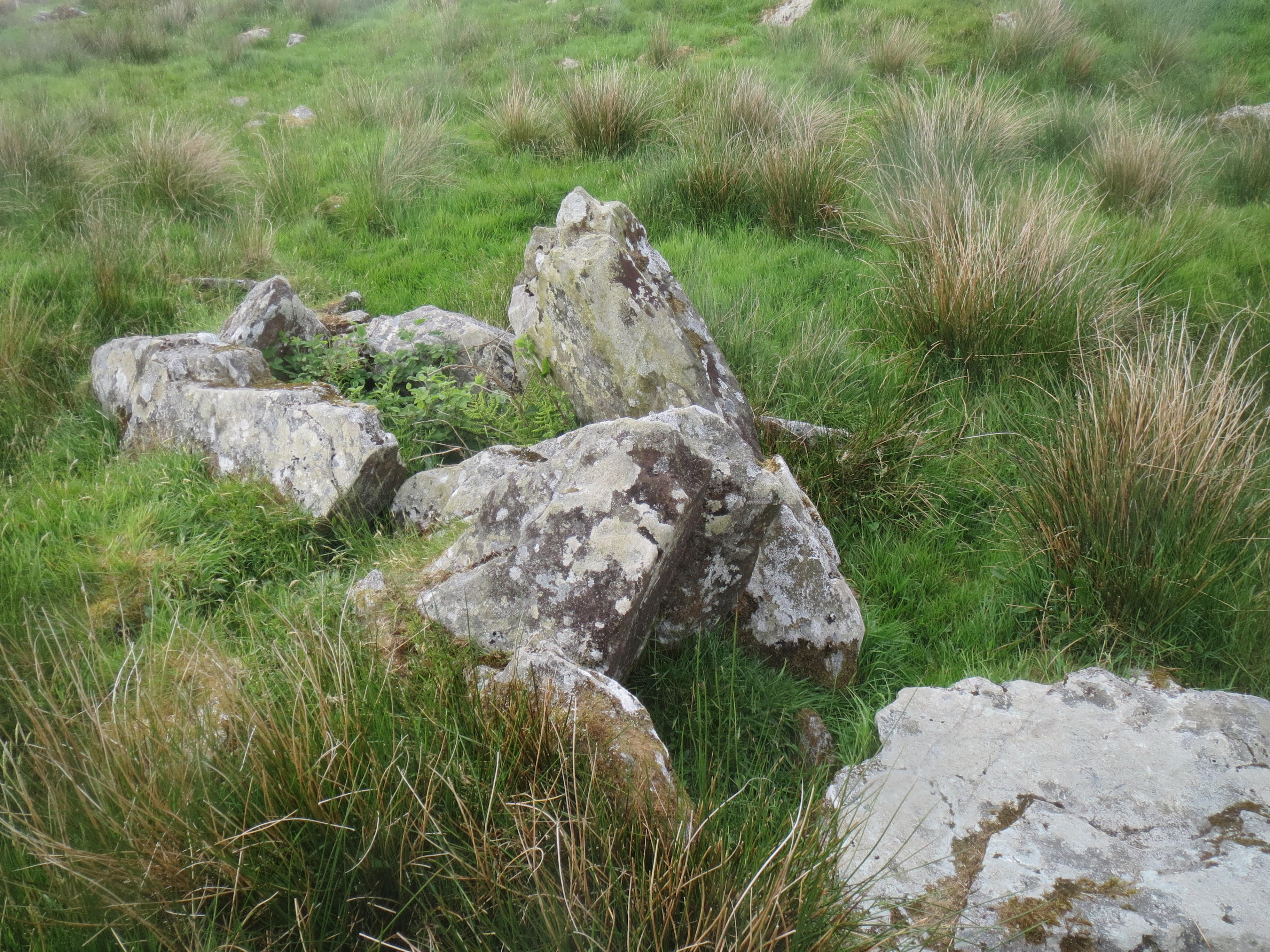
Ervey County Derry

Das Portal Tomb von Ervey (irisch Airbhe) liegt in unebenem Gelände auf einer Plattform nordwestlich von Claudy im County Londonderry in Nordirland. Portal Tombs gehören zu den megalithischen Kammergräbern (englisch chambered tombs) in Irland und Großbritannien. In Irland sind circa 580 Exemplare bekannt.
Gelegentlich wird dieses Tomb auch als Court Tomb klassifiziert.
Die gut erhaltene, Ost-West orientierte Galerie des Portal Tombs besteht aus zwei Portalsteinen, einem niedrigen Eingangsstein, zwei großen Seitensteinen und einem Endstein. Ein loser Stein in der Kammer ist möglicherweise vom südlichen Portalstein abgebrochen. Der südliche oben abgebrochene Portalstein ist etwa 1,0 m hoch und der nördliche 1,3 m. Die Galerie ist 2,8 m lang und 0,95 m breit. Die Seitensteine sind etwa 0,8 hoch und der Endstein 1,1 m. Ein Stein vor der Kammer und einer im Nordwesten sind möglicherweise Decksteine. Der östlich der Galerie liegende Stein ist 1,3 m lang, 0,95 m breit und 0,25 m dick und eventuell ein weiterer Deckstein. Die Steine der Exedra und des Hügels bzw. dessen Einfassung fehlen vollständig.
Es gibt ein weiteres Portal Tomb mit dem Namen Ervey: das Portal Tomb von Ervey im County Meath.